# Leitender Oberstaatsanwalt
Leitender Oberstaatsanwalt (LOStA) ist in Deutschland eine Amtsbezeichnung innerhalb der Besoldungsordnung R (Besoldungsgruppen R 3 bis 6) bei den Bundesländern.
Der Inhaber des Amtes ist in der Regel Behördenleiter einer Staatsanwaltschaft und Dienstvorgesetzter der Staatsanwälte, Amtsanwälte, Rechtspfleger, Justizwachtmeister und sonstigen Bediensteten. Er selbst unterliegt der Dienstaufsicht durch den Generalstaatsanwalt. Daneben gibt es Leitende Oberstaatsanwälte als Abteilungsleiter bei den Generalstaatsanwaltschaften.